# A Treatise on the Circle and the Sphere
A Treatise on the Circle and the Sphere é um livro de matemática sobre círculos, esferas e geometria inversa. Foi escrito por Julian Coolidge e publicado pela Clarendon Press em 1916. A Chelsea Publishing Company publicou uma reimpressão corrigida em 1971, e depois que a American Mathematical Society adquiriu a Chelsea Publishing o livro foi impresso novamente em 1997.

## Tópicos
Como é atualmente padrão na geometria inversiva, o livro estende o plano euclidiano a sua compactificação a um ponto, e considera linhas euclidianas  como caso degenerado de círculos, passando através do ponto impróprio. Identifica todo círculo como a inversão dele próprio, e estuda inversões de círculos como um grupo, o grupo de transformações de Möbius do plano estendido. Outra ferramenta chave usada no livro são as "coordenadas tetracíclicas" de um círculo, quádruplas dos números complexos {\displaystyle a,b,c,d} descrevendo o círculo em um plano complexo como as soluções da equação {\displaystyle az{\bar {z}}+bz+c{\bar {z}}+d=0}. Aplica métodos similares em três dimensões para identificar esferas (e planos como esferas degeneradas) com a inversão através delas, e para atribuir coordenadas a esferas mediante "coordenadas pentacíclicas".

## Outros tópicos
Outros tópicos descritos no livro incluem:
- Círculos tangentes[2][3] e círculo de Apolônio[3]
- Correntes de Steiner, anéis de círculos tangentes e dois dados círculos[4]
- Teorema de Ptolomeu sobre os lados ee diagonais de quadriláteros inscritos em círculos[4]
- Geometria do triângulo, e círculos associados com triângulos, incluindo o círculo de nove pontos, o círculo de Brocard e o círculo de Lemoine[1][2][3]
- O Problema de Apolônio sobre a construção de um círculo tangente a três dados círculos, e o problema de Malfatti sobre a construção de três círculos mutuamente tangentes, cada um tangente a um dado triângulo[1][3]
- O trabalho de Wilhelm Fiedler sobre "ciclografia", construções envolvendo círculos e esferas[1][3]
- O teorema de Mohr–Mascheroni, que em construções com régua e compasso é possível usar apenas o compasso[1]
- Transformações de Laguerre, análogas às transformações de Möbius para geometria projetiva orientada[1][3]
- Cíclidos de Dupin, formas obtidas de cilindros e toros por inversão[3]